# Vocalise-étude en forme de habanera
La Vocalise-étude en forme de habanera est une vocalise pour voix grave et piano de Maurice Ravel composée en 1907.

## Présentation
Commande du professeur de chant au Conservatoire de Paris Amédée-Louis Hettich, qui souhaitait disposer d'un répertoire d'exercices de vocalises de compositeurs de son temps, Ravel écrit en mars 1907 une Vocalise-étude en forme de habanera.
La partition est publiée en 1909 par les éditions Alphonse Leduc, dans le Répertoire moderne de vocalises-études, au côté d'autres vocalises-études des plumes de d’Indy, Dukas ou Hahn.
Concernant cette mélodie et son devenir, Maurice Ravel était très contrarié par le silence total de l'éditeur Alphonse Leduc à une correspondance, d'après une lettre à Gustave Samazeuilh du 25 janvier 1919 :

« Je ne vois aucun inconvénient à ce que ma Vocalise soit chantée à la Nationale. Je n’en verrais qu’un : si l’interprète avait une voix de soprano ; car cette vocalise est écrite pour mezzo-contralto ou contralto. Si cette pièce est éditée, c’est chez l’éditeur le plus décidément mufle qui soit. Vous avez deviné que c’est Alphonse Leduc. Il y a des années que j’ai donné le bon à tirer : je n’ai jamais plus entendu parler de rien depuis. Vous serez le premier qui me donnerez des nouvelles de cette pièce. »

L’œuvre est créée en concert à la Société nationale de musique, le 22 février 1919, salle de la Société des concerts (ancien conservatoire), par Magdeleine Greslé et Marcel Chadeigne,.
La déception de Maurice Ravel à l'égard d'Alphonse Leduc était telle qu'il refusa catégoriquement d'orchestrer la Vocalise, d'après une lettre à Marguerite Babaïan du 8 décembre 1927 :

« Quant à la Vocalise, je ne puis vous empêcher de la chanter, bien entendu ; mais pardonnez-moi non seulement de refuser de l’instrumenter, mais encore de décliner le plaisir de vous l’entendre. Ce n’est pas que je renie cette petite œuvre, mais elle a l’infortune d’être publiée par un éditeur… discourtois, c’est le moins qu’on en puisse dire ou peut-être inconscient, qui me harcèle depuis des années de lettres auxquelles je n’ai jamais voulu répondre, attendant moi-même depuis plus de 15 ans une réponse à une carte-pneumatique qui demandait au moins des excuses. Comme il pourrait encore s’étonner de ce refus, je vous autorise à lui faire part de cette lettre qu’il feindra sans doute de ne pas comprendre. Et ne soyez pas inquiète : il trouvera bien un… quelconque pour orchestrer ma Vocalise. Veuillez excuser cette longue explication : je vous la devais pour motiver mon refus. »

## Analyse
La mélodie est en sol mineur, presque lent et avec indolence, pour mezzo-soprano et piano, et évoque une « nostalgique et obsédante cantilène andalouse ».
Le caractère et le rythme de la habanera, déjà expérimentés par Ravel dans ses Sites auriculaires, sont marqués par un ostinato à la main gauche du piano, sur lequel s'épanouissent « des éléments mélodiques combinant rythmes binaires et ternaires, des mélismes vocaux soit mesurés, soit cadentiels (portant alors l’indication « rubato ») ».
Selon Arthur Hoérée :

« La Vocalise de Ravel est une page charmante qui mériterait d'être plus répandue. (Elle rappelle le style de L'Heure espagnole, qui date également de 1907). Les candidats au contre-ut y trouveront de quoi développer leur technique et pourront goûter tout ensemble plaisir vocal et plaisir des oreilles. Car gruppetto, trille, gamme rapide, port de voix, staccato, son enflé ou filé, demi-teinte non seulement témoignent de la compétence de leur auteur en matière de chant, mais trouvent aussi, au piano, un appui gracieux que balance l'indolente Habanera. »

Sous le titre de Pièce en forme de habanera, le morceau connaît de multiples transcriptions pour divers instruments, et un succès pérenne.
Dans le catalogue des œuvres du compositeur établi par Marcel Marnat, la pièce porte le numéro M 51,.
La durée moyenne d'exécution de l’œuvre est de trois minutes environ.

## Discographie
- Ravel : Complete Songs for Voice and Piano, CD 2, par Claire Brua (mezzo-soprano) et David Abramovitz (piano), Naxos 8.554176-77, 2003.
- Ravel : Complete Mélodies, CD 2, par Monica Piccinini (soprano) et Filippo Farinelli (piano), Brilliant Classics 94743, 2015.
- Maurice Ravel : The Complete Works, CD 14, par Marianne Crebassa (mezzo-soprano) et Fazil Say (piano), Warner Classics 0190295283261, 2020.

### Écrits de Maurice Ravel
- Maurice Ravel, L'intégrale : Correspondance (1895-1937), écrits et entretiens : édition établie, présentée et annotée par Manuel Cornejo, Paris, Le Passeur Éditeur, 2018, 1769 p. (ISBN 978-2-36890-577-7 et 2-36890-577-4, BNF 45607052)

### Monographies
- Vladimir Jankélévitch (préf. Alexandre Tharaud), Ravel, Paris, Seuil, coll. « Points », 2018 (1re éd. 1956) (ISBN 978-2-7578-7445-5).
- Roland-Manuel, À la gloire de... Maurice Ravel, Paris, Nouvelle Revue Critique, 1938 (BNF 32580891), p. 261
- Marcel Marnat, Maurice Ravel, Paris, Fayard, coll. « Indispensables de la musique », 1986 (ISBN 2-213-01685-2, BNF 43135722), p. 222,748.
- Michel Duchesneau, L'Avant-garde musicale et ses sociétés à Paris de 1871 à 1939, Paris, Éditions Mardaga, 1997, 352 p. (ISBN 2-87009-634-8).
- Christian Goubault, Maurice Ravel : le jardin féerique, Paris, Minerve, 2004, 357 p. (ISBN 2-86931-109-5, BNF 39264179).
- Bénédicte Palaux Simonnet, Maurice Ravel, Paris, Bleu Nuit éditeur, 2019, 176 p. (ISBN 978-2-35884-085-9).

### Articles
- Arthur Hoérée, « Les mélodies et l’œuvre lyrique », La Revue musicale, no 6,‎ 1er avril 1925, p. 47-64 Article paru dans un numéro spécial Maurice Ravel à l'occasion du cinquantième anniversaire du compositeur le 7 mars 1925, passage sur la Vocalise p. 55
- René Chalupt, « L’Espagne dans la musique française », La Revue musicale, no 123,‎ février 1932, p. 81-88 (lire en ligne, consulté le 20 décembre 2021)